# Sodan
Sodan era un insediamento nella contea di Inyo in California. Si trovava sul percorso della Southern Pacific Railroad a metà strada tra Narka e Little Lake.